# Academia de Investigación Dunhuang
La Academia de Investigación de Dunhuang (Chino: 敦煌研究院, Pinyin: Dūnhuáng Yánjiùyuàn), originalmente el Instituto Nacional de Investigación sobre Arte Dunhuang, es una "institución nacional integral" responsable de supervisar las Cuevas de Mogao, un sitioPatrimonio de la Humanidad UNESCO, ubicado cerca de Dunhuang en Gansu, China. Establecido en 1944 por el gobierno nacionalista, continúa supervisando la gestión del sitio, así como los proyectos de preservación e investigación.
El instituto realiza visitas guiadas a cuevas seleccionadas durante todo el año, y colabora con otras organizaciones para aumentar el acceso digital, sobre todo a través del Proyecto Internacional Dunhuang.

## Historia
A principios del siglo XX, el sacerdote taoísta Wang Yuanlu se nombró a sí mismo cuidador de las Cuevas de Mogao, que en ese momento eran templos antiguos. Su descubrimiento accidental de la cueva de la biblioteca oculta, que contenía los manuscritos de Dunhuang, atrajo la atención de muchos arqueólogos y exploradores occidentales. En 1907 y 1908, expediciones británicas y francesas dirigidas por Aurel Stein y Paul Pelliot, respectivamente, persuadieron a Wang para que les permitiera comprar y retirar decenas de miles de artículos que se enviaban a Europa e India. Durante los siguientes cuarenta años, el sitio sufrió grandes daños debido a la posterior retirada de elementos, así como a las actividades militares rusas (1921) y Kuomintang (1939).
En 1941, el pintor sichuanés Chang Dai-chien llegó al lugar y comenzó a reparar y copiar los murales. Expuso y publicó sus copias en 1943, lo que elevó las obras de arte de Mogao a la fama nacional. Posteriormente, el historiador Xiang Da persuadió a Yu Youren, un miembro prominente del Kuomintang y funcionario del gobierno nacionalista, de proponer el establecimiento de la Academia de Investigación de Dunhuang para evitar una mayor destrucción de los artefactos y obras de arte dentro de las cuevas de Mogao.
En 1950, el instituto pasó a llamarse Instituto de Investigación sobre Reliquias Culturales de Dunhuang. Posteriormente en 1984, se le dio su nombre actual.
En 1979 las Cuevas de Mogao se abrieron al público y recibieron 27.000 visitantes ese año. Para 2014, la Academia de Investigación de Dunhuang recibía hasta 1 millón de visitantes al año. Se informa que las "hordas de turistas" son una amenaza potencial para los esfuerzos de conservación realizados.
Desde finales de la década de 1980, la Academia de Investigación Dunhuang se ha comprometido en una asociación a largo plazo con el Getty Conservation Institute de Los Ángeles. La asociación se ha centrado en las prácticas de conservación y seguimiento, incluido el desarrollo de los Principios de China, un conjunto de directrices nacionales de conservación y gestión.

## Actividades actuales
En junio de 2015, había un plan para transformar las cuevas de Mogao en una atracción turística y un parque temático. El plan, que fue elaborado por la empresa de desarrollo de turismo comercial Boya Strategy Consultation Group ha pedido a los funcionarios provinciales de Gansu, ha sido criticado y rechazado por Fan Jinshi, director de la Academia de Investigación de Dunhuang, y He Shuzhong del Centro de Protección del Patrimonio Cultural de Beijing.
El 13 de septiembre de 2016, la Academia de Investigación Dunhuang firmó un memorando de entendimiento con el Instituto de Física de Altas Energías de la Academia de Ciencias de China para "trabajar juntos para la protección de las Reliquias Culturales de Dunhuang". La asociación se centra en el desarrollo de tecnología para la restauración y digitalización de bienes, así como en la creación de presentaciones de recorridos virtuales multimedia para "permitir a los visitantes ver más del arte de Dunhuang con mayor detalle y ayudar a conservar los tesoros dentro de las cuevas ".

## Lista de directores
| N.º | nombre inglés   | nombre chino | Término de oficina                | Notas |
| --- | --------------- | ------------ | --------------------------------- | ----- |
| 1   | Chang Shuhong   | 常书鸿       | 1951 – 1984                       |       |
| 2   | Duan Wenjie     | 段文杰       | 1984 – 1998                       |       |
| 3   | Fan Jinshi      | 樊锦诗       | Abril de 1998 – diciembre de 2014 |       |
| 4   | Wang Xudong     | 王旭东       | Diciembre de 2014 – abril de 2019 |       |
| 5   | Zhao Shengliang | 赵声良       | Abril de 2019 – actualidad        |       |